# N,N'-dimethylureum
N,N'-dimethylureum (afgekort tot DMU) is een derivaat van ureum. De stof komt voor als een kleurloos kristallijn poeder. Een waterige oplossing van DMU is zwak basisch.

## Synthese
N,N'-dimethylureum wordt bereid door een substitutiereactie van ureum met monomethylamine. Het daarbij gevormde ammoniak wordt continu afgevoerd, waardoor het evenwicht naar rechts afloopt:
{\displaystyle \mathrm {H_{2}NCONH_{2}\ +\ 2\ CH_{3}NH_{2}\ \longrightarrow \ H_{3}CNH-CO-NHCH_{3}\ +\ NH_{3}} }
N,N′-dimethylureum kan ook bereid worden door reactie van methylisocyanaat met monomethylamine.
Technisch DMU bevat kleine hoeveelheden hoger gemethyleerde verbindingen.

## Toepassingen
N,N'-dimethylureum wordt gebruikt als uitgangsstof voor cafeïne, theofylline, geneesmiddelen, hulpstoffen in de textielindustrie, herbiciden en nog veel meer. In de textielindustrie vormt de stof de basis van formaldehydevrije nabehandelingen van allerlei stoffen om ze strijkvrij, kreukvrij en waterafstotend te maken.
Wereldwijd wordt de productie van N,N'-dimethylureum op minder dan 25.000 ton geschat (cijfers uit 2009).